# Хакасский краеведческий музей
Хакасский национальный краеведческий музей имени Л. Р. Кызласова (хак. Л.Р. Кызласовтың адынаң хакас чоның чир-суғ ӱгренҷең музей) — ведущий музей, государственное автономное  учреждение культуры Республики Хакасия. С 2014 года является членом Союза музеев России.
Здесь собраны памятники изобразительного искусства Хакасии от неолита до позднего средневековья.
Главные сокровища коллекции – знаменитые древнеенисейские каменные изваяния окуневской археологической культуры (кон.III – нач.II тыс. до н.э), высеченные из песчаника и гранита.

## История
Территория Республики Хакасия, где находится музей — один из древнейших культурных центров человечества. Начало изучению положила первая научная экспедиция Д. Г. Мессершмидта, находившаяся в регионе в 1721-1722 годах. Практически вся археологическая систематизация основана на открытиях так или иначе связанных с южной Сибирью, Хакасией — единственной в Азии территорией, целиком состоящей из археологических ландшафтов (более 40 тысяч видимых памятников археологии, в основном — курганных холмов и каменных изваяний), представленных в экспозиции музея.
17 декабря 1928 года было основано Хакасское общество краеведения. В феврале 1929 года в селе Усть-Абаканском открылся музей на общественных началах. Первым директором стал биолог В. А. Рюмин. 29 июля 1931 года на заседании президиума Хакасского областного исполнительного комитета было принято постановление № 19 об организации в Абакане областного музея. Значительную помощь в организации и пополнении музея оказали сотрудники известного сибирского музея, основанного Н. М. Мартьяновым. Первые экспозиции были представлены тремя отделами: природы края, истории и социалистического строительства.
С ранних лет существования музей пополнялся экспонатами в результате участия в проведении научно-исследовательских экспедиций во главе с известными советскими историками В. П. Левашовой, Л. А. Евтюховой, С. В. Киселевым. Значительной вехой в пополнении фондов сыграла деятельность А. Н. Липского, Л. Р. Кызласова, Э. А. Севастьяновой и других учёных. Неоценимую помощь в копировании древних наскальных рисунков, попавших в зону затопления при строительстве Саяно-Шушенской ГЭС, оказал заслуженный художник России В. Ф. Капелько. В деятельности учёного совета музея принимали участие В. А. Асочаков, Я. И. Сунчугашев, А. Н. Гладышевский, В. Я. Бутанаев, В. С. Зубков, В. Н. Тугужекова, И. К. Кидиекова и другие.
Музей в разное время возглавляли В. А. Рюмин, А. С. Орлова, П. И. Каралькин, А. Н. Савчук, А. Н. Липский, А. М. Мишуров, В. Н. Половникова, Т. Н. Феоктистова. В настоящее время директор музея — кандидат исторических наук А. И. Готлиб.
Персонал музея включает 64 сотрудника, 29 специалистов отделов, из них 3 кандидата исторических наук.
Музей располагался в помещении Дома культуры, в деревянных зданиях, в 1974 году переведен (на временное положение) в пятиэтажное жилое здание, к которому был пристроен двухэтажный выставочный зал. В 2012—2017 г.г. строится новое здание музейного культурного комплекса, архитектор проекта  ООО "Творческая архитектурная мастерская Гаврилова В.А"[уточнить]. С лета 2017 года у музея собственное здание площадью 30 тысяч м² .
Постановлением Правительства Республики Хакасия в 2006 году музею был придан статус «национального», а 26 октября 2007 года присвоено имя известного исследователя древней истории Сибири Леонида Романовича Кызласова.

## Фонды музея
В музее собраны многочисленная коллекция археологических древностей: монументальные каменные изваяния эпохи неолита (III тыс. до н. э.), каменные плиты с петроглифами, таштыкские маски, изделия из камня, кости, бронзы, найденные при раскопках древних курганов Хакасии. В настоящее время археологический фонд составляет более 20 тыс. предметов.
В течение всего существования музея идет комплектование этнографическими предметами народов Хакасии. Самая представительная — коллекция по этнографии хакасского народа: это посуда и другие предметы быта, одежда, обувь, охотничья и рыболовная снасть, конское снаряжение и т. д. Значительна также коллекция по русской этнографии, старожильческой, переселенческой.
- Одной из первых в музее начала формироваться естественнонаучная коллекция. В настоящее время геологическая коллекция насчитывает более 1000 единиц хранения (камни-самоцветы, образцы полезных ископаемых).
- Палеонтологическая коллекции представляет следы древней палеофауны и палеофлоры. Около 1000 единиц хранения представляют окаменевшие стволы ископаемых деревьев, раковины моллюсков, мшанок, фрагменты окаменевшего дна палеозойского моря с их обитателями, а также отпечатки на горных породах листьев, коры и стволиков древнейших растений на земле. Также в эту коллекцию входят прекрасно сохранившиеся костные остатки позвоночных животных четвертичного периода (мамонтов, шерстяных носорогов, быков, бизонов).
- Зоологическая коллекция насчитывает более 1,5 тысяч единиц хранения. Она включает чучела, тушки, черепа, рога млекопитающих, птиц, а также научную коллекцию насекомых, характеризующих фауну различных природных ландшафтов республики.
- Ботаническая коллекция музея содержит в основном гербарный материал флоры Хакасии и лекарственные растения республики.
- Коллекция И. Н. Карачаковой-Картиной. В 1989 году Хакасским областным управлением культуры в Хакасский краеведческий музей была передана коллекция Ирины Николаевны Карачаковой (1919—1989 г.г.), известного хакасского скульптора и коллекционера, которую она завещала своим землякам. Всего в коллекции около 2000 предметов. Это авторские работы Карачаковой, личные вещи, документы и письма, книги, открытки по искусству, скульптуры, гравюры и рисунки, картины русских и западноевропейских художников, предметы декоративно-прикладного искусства, художественная мебель 18-19 веков, фотонегативы (информация с официального сайта музея).
- Более 147000 тысяч единиц хранения, с которыми работают учёные Хакасии, России, СНГ, зарубежные специалисты.
- В структуре музея имеются архив, научная библиотека.

## Экспозиции музея, выставочные проекты
Постоянные экспозиции музея:

Зал древних каменных изваяний

- «Древнее искусство Хакасии» - зал каменных изваяний.
- «Древняя история Хакасии» - знакомство с историей и археологией Хакасии с периода палеолита до тагарской культуры (VIII-II вв. до н.э.).
- «Природные богатства Хакасии» - природные зоны, растительный и животный мир нашей республики.
- «Недра Хакасии» - экспозиция полезных ископаемых.
- «Дворянское гнездо» - коллекция предметов художественной мебели и произведений искусства XVII-XIX вв. петербургских антикваров И.Н. Карачаковой-Картиной и Г.И. Козаченко.
- «Хакасия на рубеже эпох» - знакомство с историей Хакасии, начиная с I в. н.э. и до присоединения Хакасии к России. Этнографическая часть экспозиции представлена предметами быта и искусства традиционной хакасской культуры.
- Детский музейный центр -  площадка для занимательного досуга детей (музейные занятия, мастер-классы).

Передвижные выставочные проекты:
- «Петроглифы Хакасии» - экспонируются эстампажные копии каменных изваяний и наскальных рисунков конца III тыс. до н.э. - I тыс. н.э. с территории Хакасско-Минусинской котловины.
- Ежегодно проводятся межрегиональные краеведческие чтения, посвященные Леониду Романовичу Кызласову.

## Известные сотрудники[6]
- А. Н. Липский
- А. А. Кенель
- В. Я. Бутанаев
- А. И. Готлиб